# Харисов олинго
Харисов олинго (лат. Bassaricyon lasius) је пре најновије ревизије рода Bassaricyon из породице ракуни (Procyonidae), сматран посебном врстом. Међутим, након ревизије, сматра се млађим синонимом врсте северни олинго (Bassaricyon gabbii). Исто важи и за чирикијског олинга (Bassaricyon pauli).

## Распрострањење и станиште
Ареал врсте је ограничен на Костарику. Станиште врсте су шуме. 

## Угроженост
Подаци о распрострањености ове врсте су недовољни.